# Brabant Water

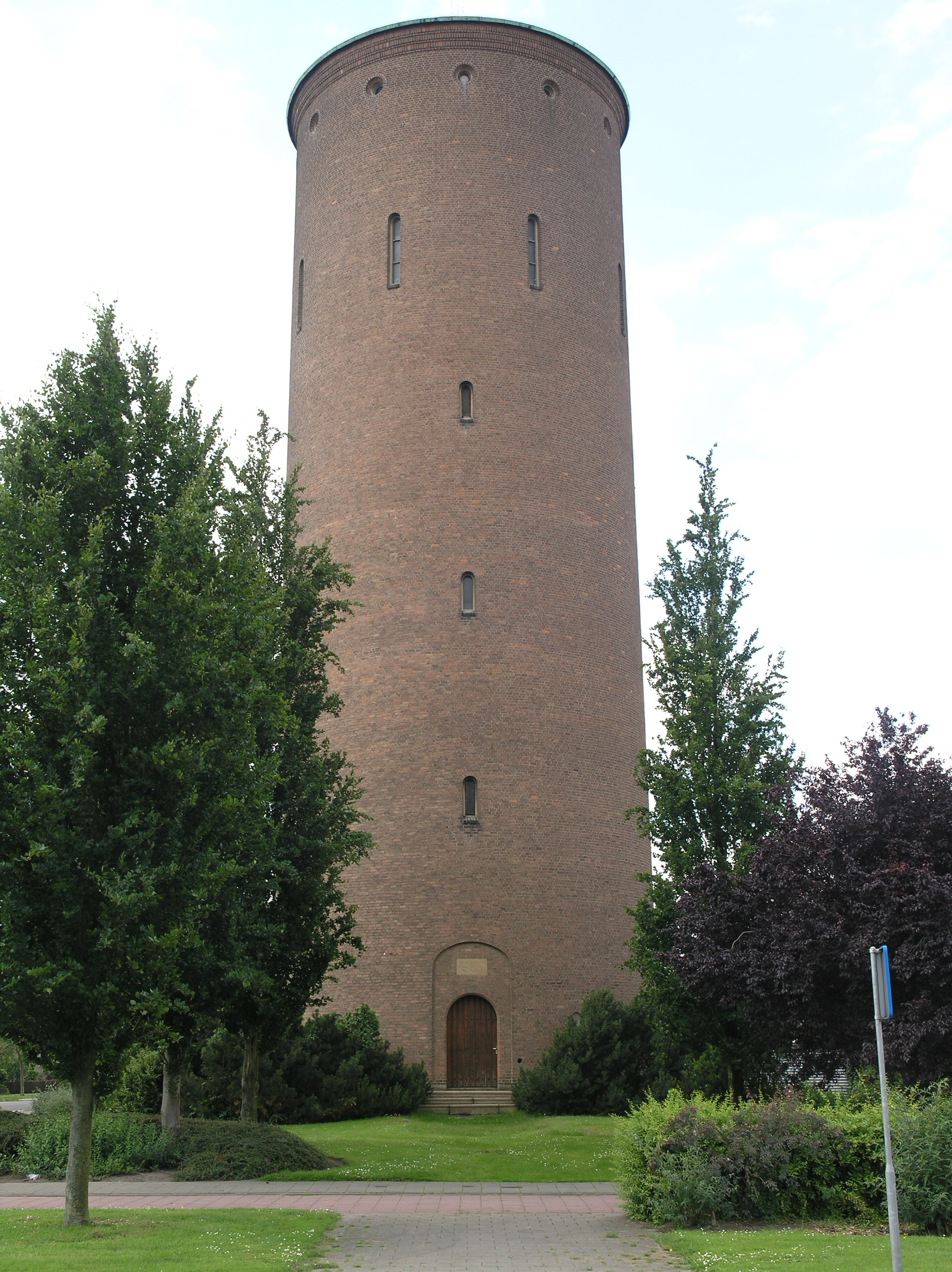
Watertoren van Zevenbergen

Brabant Water is een semioverheidsbedrijf en monopolist voor het leveren van drinkwater en industriewater via het publieke waterleidingnet in Noord-Brabant. Het bedrijf is verantwoordelijk voor de openbare drinkwatervoorziening van vrijwel de gehele provincie. Jaarlijks worden zo’n 2,4 miljoen inwoners en bedrijven van 190 miljoen m³ water voorzien.
Het waterbedrijf beschikt over een groot aantal drinkwaterproductiebedrijven en een industriewaterproductiebedrijf. Dit bedrijf levert oppervlaktewater uit de Biesbosch als industriewater aan bedrijven op industrieterrein Moerdijk.

## Geschiedenis
Brabant Water is in 2002 ontstaan uit een fusie tussen Waterleiding Maatschappij Noord-West-Brabant (WNWB) en Waterleidingmaatschappij Oost-Brabant (WOB). De geschiedenis van deze twee bedrijven gaat terug naar 1924 voor WNWB en 1936 voor WOB. Enkele steden in Noord-Brabant hadden eerder al hun eigen waterleidingbedrijf, waarvan ’s-Hertogenbosch en Roosendaal in 1887 de primeur hadden. Later volgden Breda (1894), Tilburg (1895), Helmond (1899), Bergen op Zoom (1899), Waalwijk (1901) en Eindhoven (1904).
De streekwatervoorziening in Noord-Brabant kwam later op gang. Op het platteland voorzagen de meesten in hun eigen waterbehoefte door het houden van een eigen waterput, die een redelijke kwaliteit drinkwater leverde. Door de komst van militairen en Belgische vluchtelingen gedurende de Eerste Wereldoorlog kwam er meer behoefte aan water op het platteland. Dit leidde tot de oprichting van Waterleiding Maatschappij Noord-West-Brabant in 1924. Waterleidingmaatschappij Oost-Brabant is in 1936 opgericht.

## Bescherming en winning
De 29 waterpompstations van het bedrijf zijn verspreid over geheel Noord-Brabant. Al het drinkwater dat wordt gedistribueerd bestaat uit grondwater. De grondwaterbronnen worden beschermd. Hiervoor zijn grondwaterbeschermingsgebieden en waterwingebieden aangewezen. De meeste waterwingebieden hebben een natuurfunctie en zijn rijk aan, soms zeldzame, planten en dieren. In de waterwingebieden Groote Heide en bij Oosterhout zijn 'waterwandelingen' te maken waarbij men geïnformeerd wordt over de bescherming en winning van grondwater. Het grondwater wordt gewonnen met in totaal 532 pompputten met een diepte die varieert van 20 tot 320 meter. De kwaliteit van het gewonnen grondwater wordt gecontroleerd door middel van een geautomatiseerd meetnet.

## Zuivering
Na winning wordt het grondwater gezuiverd. Door de goede grondwaterkwaliteit is beluchting en filtratie voldoende om het water gereed te maken voor consumptie. Op een aantal waterproductielocaties wordt het water zachter gemaakt door middel van waterontharding. Het diep gewonnen grondwater op deze plaatsen heeft een waterhardheid van meer dan 11,2 °dH (2,0 mmol/l).

## Distributie
Om het water te distribueren over huishoudens en bedrijven beschikt Brabant Water over ruim 20.000 km leidingnet. In het verleden werd het leidingnet met watertorens onder druk gehouden. Inmiddels zijn de meeste watertorens niet meer in gebruik en is hun functie overgenomen door drukverhogende pompen. Twee bekende watertorens die nog wel gebruikt worden, zijn de waterbollen in Eindhoven en de watertoren in Tilburg.